# Sự lùi dần của sông băng từ năm 1850

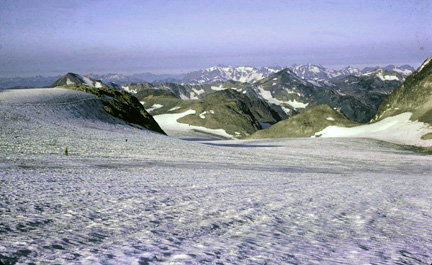
Sông băng Whitechuck năm 1973.

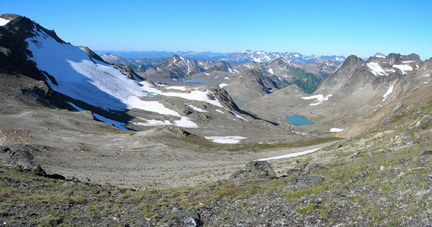
Cùng góc nhìn tương tự sông băng Whitechuck năm 2006, tại nơi nhánh sông băng này đã lùi lại 1,9 km (1,2 mi).

Sự lùi dần của sông băng từ năm 1850 gây ảnh hưởng đến nguồn nước ngọt sẵn có sử dụng trong tưới tiêu và sinh hoạt, tác động đến động thực vật và quá trình tái tạo núi băng. Điều này xảy ra do lượng băng tan ra khi sông băng lùi dần, về lâu dài cũng là nguyên nhân gây gia tăng mực nước biển. Những nhà băng học đã đưa ra nghiên cứu về sự trùng hợp thời gian ngẫu nhiên giữa việc sông băng lùi dần với sự gia tăng lượng khí nhà kính đo được trong khí quyển và xem đây là bằng chứng của quá trình ấm lên toàn cầu. Những dãy núi nằm ở vùng vĩ độ trung tâm như dãy Himalaya, dãy Alps, Rocky Mountains, Cascade Range và phía Nam dãy Andes, cùng một số ngọn núi riêng lẻ ở vùng nhiệt đới như núi Kilimanjaro ở châu Phi, đang có những dấu hiệu giảm dần lượng băng vốn có với tỉ lệ lớn nhất từng diễn ra trước đây.
Thời kỳ băng hà nhỏ là giai đoạn từ khoảng 1550 đến 1850, khi thế giới trải qua thời kì nhiệt độ tương đối mát so với hiện tại. Sau đó, cho đến khoảng năm 1940, sông băng trên toàn thế giới lùi dần do khí hậu ấm lên đáng kể. Từ 1950 đến 1980, sông băng lùi dần chậm lại và thậm chí từng tiến dài thêm khi quá trình mát dần toàn cầu diễn ra. Từ năm 1980, một sự ấm lên đáng kể trên toàn cầu đã dẫn đẩy nhanh tốc độ lùi dần của sông băng ở khắp nơi, đến nỗi một số sông băng đã biến mất hoàn toàn. Sự tồn tại của phần lớn sông băng còn lại trên thế giới hiện đang bị đe dọa. Tại những nơi như dãy Andes của Nam Mỹ và dãy Himalaya ở châu Á, sự biến mất của sông băng sẽ có khả năng ảnh hưởng đến nguồn cung cấp nước. Đặc biệt tại những nơi như phía Tây vùng Nam Mỹ, châu Á, dãy núi Alps, Indonesia, châu Phi, các vùng nhiệt đới và cận nhiệt đới của Nam Mỹ, quá trình sông băng lùi dần đã được sử dụng để cung cấp bằng chứng xác đáng cho việc tăng nhiệt độ toàn cầu kể từ cuối thế kỷ 19. Gần đây, sự lùi dần đáng kể cũng như tốc độ lùi tăng mạnh của sông băng từ năm 1995 tại những con sông băng chính của Greenland và băng lục địa Tây Nam Cực có thể dự báo việc mực nước biển dâng, chứa đựng khả năng gây tác động mạnh lên khắp các vùng ven biển trên toàn thế giới.